# Здравствуй, грусть!
«Здравствуй, грусть!» (фр. Bonjour Tristesse) — роман французской писательницы Франсуазы Саган. Написан в 1954 году.

## Сюжет
Роман повествует о переживаниях юной девушки Сесиль, которой хочется просто наслаждаться всеми радостями жизни. Рано лишившись матери, она долгое время провела в монастырском пансионе. Вернувшись к отцу, гедонисту и любителю женщин, Сесиль с удовольствием погружается в богемную жизнь без особых правил и ответственности. Но однажды в их жизни появляется Анна — подруга матери Сесиль, умная, красивая женщина с моральными принципами.

## История
Выход книги в издательстве «Жюллиар» (фр.) получил широкий резонанс в католической Франции. На момент издания писательнице было 19 лет. Книга никому до той поры не известной Франсуазы Саган сразу же разошлась тиражом более миллиона экземпляров и принесла ей гонорар в полтора миллиона франков, при стоимости книжки в магазине 45 франков. Книга была переведена на 30 языков и продана в общей сложности тиражом более пяти миллионов экземпляров. Главная героиня произведения стала символом целого поколения. В 1958 году американский режиссёр Отто Премингер на основе романа снял фильм «Здравствуй, грусть!». В 2024 году вышла также одноимённая экранизация романа от режиссёра Дурга Чу-Босе.
В русском переводе роман был опубликован в журнале «Иностранная литература».